# Rácz-palota (Miskolc)
A Rácz-palota Miskolcon, a Széchenyi utca 62–64. szám alatt, a főutca Royal közzel alkotott északkeleti sarkán áll áll. 1887 és 1899 között építtette dr. Rácz György gazdag miskolci polgár, késő eklektikus stílusban.

## Története
A 62. szám (akkor 80. szám) alatti telek az 1817-ben Pepich Márton, Rácz György dédapjának tulajdonában volt, de a telken élt már Pepich Márton nagyapja (~1700–1762) is. A szomszéd telken (64., illetve akkor 82. szám) Pepik Márton mellett résztulajdonos volt Steinheifel Mihály és Debiczky Mihály is. A két, egymás melletti telek nyugati részén Rácz György építtette fel kétemeletes sarokházát 1887 és 1899 között, a mellette lévő, ma 64. számú telken pedig testvére, Rácz János épített egy kétszobás lakást mellékhelyiségekkel. Ez a ház nem az utcafrontra épült, a beépítetlen részen Rácz György folytatta építkezését, bővítve saját, már kész házát, és az új építmény egységes képet mutatva jelent meg a főutcán. Egy későbbi vizsgálat derített fényt rá, hogy az összeépítés a mai OMKER és az óra-ékszerbolt között történt meg. Egy 1902-es képeslap szerint az összeépítés ekkor már megtörtént. Rácz György halálakor a külön nyilvántartott két épület közül a nyugati saroképület második emeletén kettő, az első emeleten pedig három lakás volt. Rácz György az egyik második emeleti lakásban élt. A földszint udvari traktusában is volt egy lakás, a Széchenyi utcai fronton nyolc üzlet működött, és a sarkon is üzlet volt. A másik épület a második emeletén három, az első emeleten két lakás volt, a földszinten három bolt és lakás együtt volt bérelhető, és az udvari részen is kialakítottak négy lakást. Az épület az 1920-as évektől városi bérház volt, az üzletbérlők pedig időről időre cserélődtek. A sarki üzlethelyiségében évtizedekig működött az ún. „Kis sportszerbolt” (a „nagy” a Városház téren volt), a helyén 2017-ben gyorsétterem működik. A főutcai oldalon az OMKER, az óra-ékszerüzlet is régóta jelen van, és a könyvesbolt is a legutóbbi időkig. A Royal közben egy divatáru- és egy rövidáruüzlet működik.

## Leírása
A Rácz-palota homlokzata késő eklektikus stílusban jelenik meg. A főutcai homlokzat 1+5+3+5+1 axisú, a Royal közben 1+8+1 elrendezésű. A déli, Szinva felé néző homlokzat mutatja a 62. számú ház eredeti építészeti vonalait. A most egy egységnek látszó két épületet az 1+5+3+1 tengelynél építették össze. A földszinti üzletportáloktól eltekintve az emeleti részek megtartották eredeti kialakításukat, felújításuk így nem okozhat problémát (a felújítási terv már 2006-ban elkészült). Az első emeleti homlokzaton az ablakok konzolos, timpanonos, oroszlánfejes maszkos körszelet, illetve timpanonos keretelésűek, a második emeletiek egyenes záródásúak, kivéve a középrizalitban, ahol timpanonos szemöldököt kaptak. A koronázópárkány alatt téglalap alakú világító nyílásokat helyeztek el, a szabadon maradó részeken gazdag neoreneszánsz stukkódíszekkel. A építészeti egységeket lizénák választják el egymástól. Az első emelet két szélső, illetve középső tengelyében egy-egy kőerkélyt helyeztek el. A szélső és a középső hármas tengelyek rizalitszerűen kissé kiemelkednek a homlokzat síkjából. Az északi homlokzaton a szélső és a középső ablakok, illetve a nyugati oldal két szélén az ablakok könyöklője alatt baluszterek vannak. A Széchenyi utca–Royal köz alkotta sarok le van metszve, fölötte az első emeleten zárt, a második emeleteten nyitott erkélyt helyeztek el. Efölött a ház jellegzetessége, egy négyzetes alapú sarokkupola (babilon) látható, előtte neobarokk világítóablakkal. Attikáját kerubfejekkel díszített törpe pilaszterek között elhelyezkedő baluszteres korlát alkotja. A 64. számú házrész bejárata az északi negyedik, a 62. számúé a nyugati ötödik tengelyben van.

## Képek

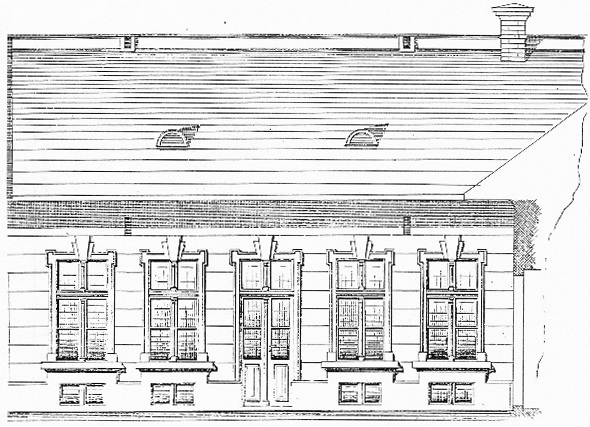
A telek egyik elődépítménye (1884)
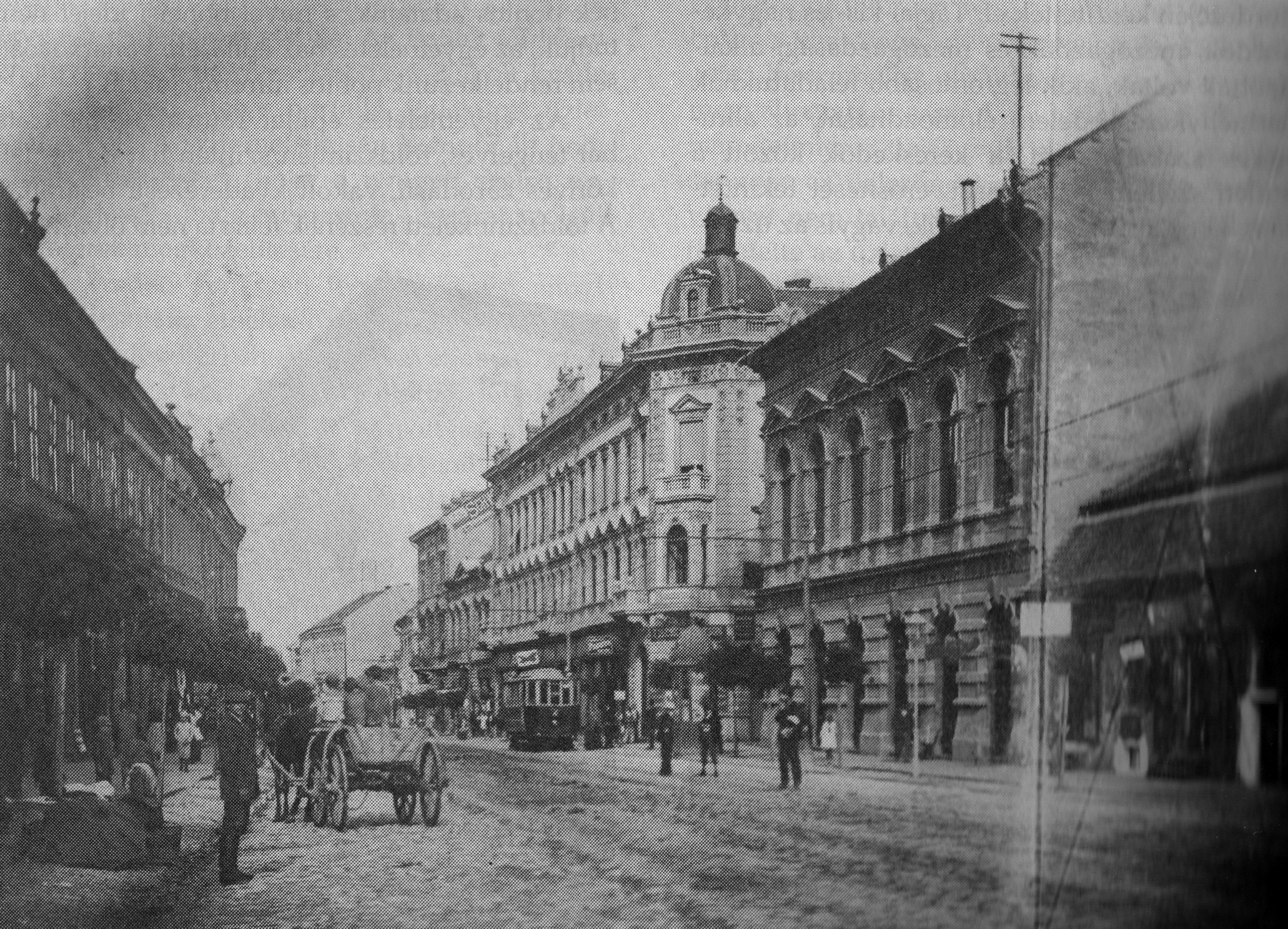
A már összeépült ház 1902-ben
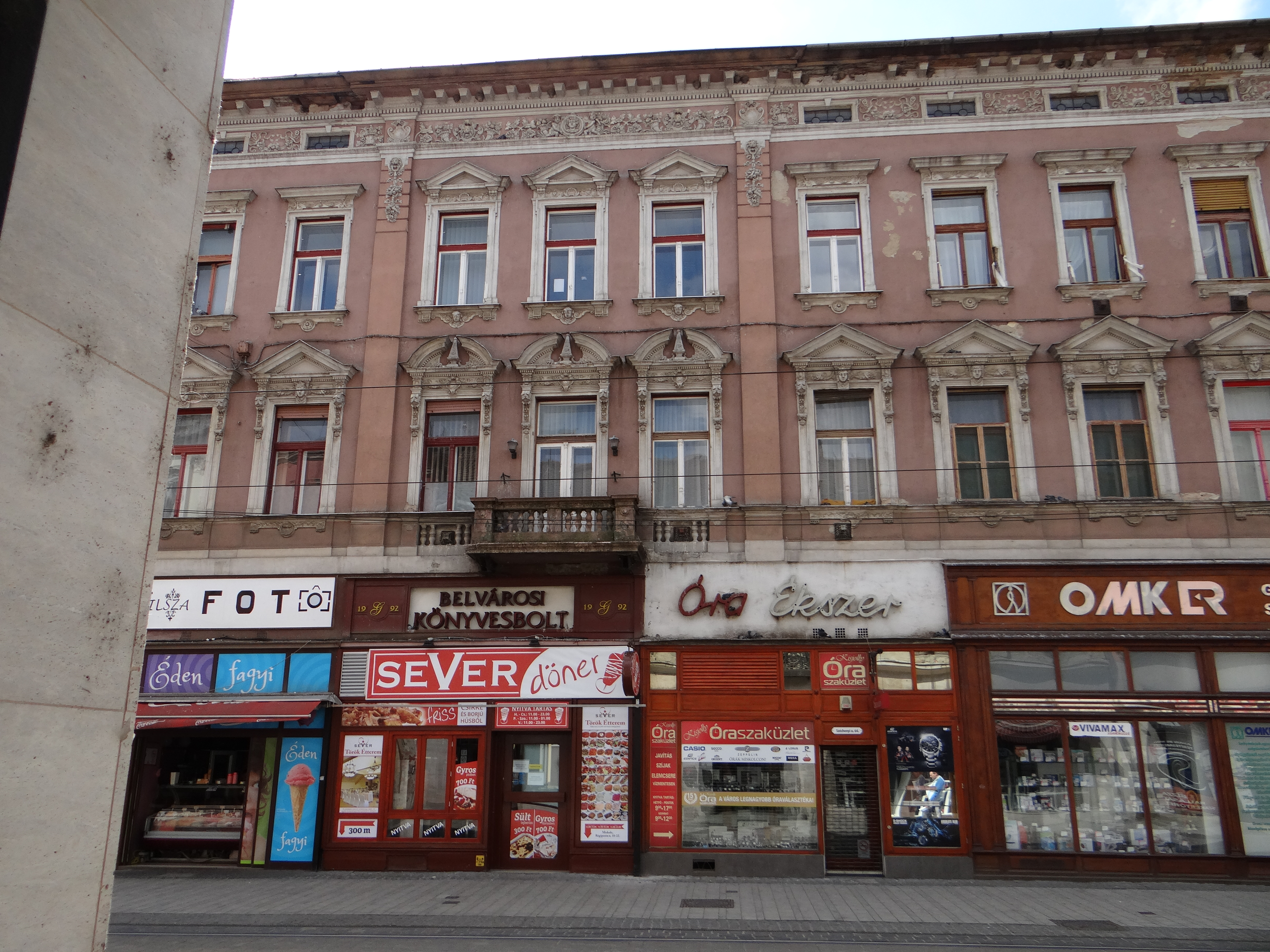
A Széchenyi utcai homlokzat
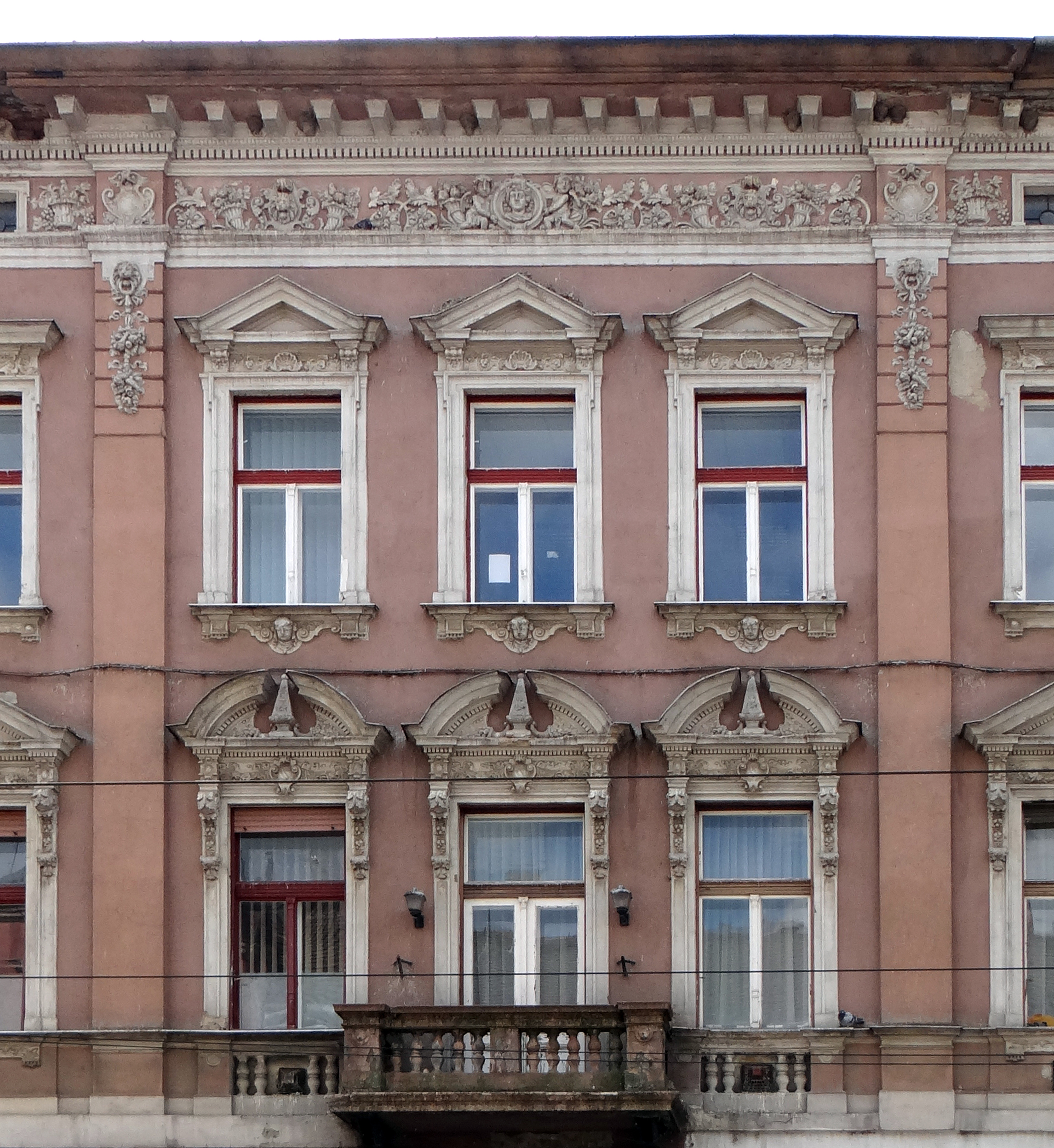
A Széchenyi utcai homlokzat részlete
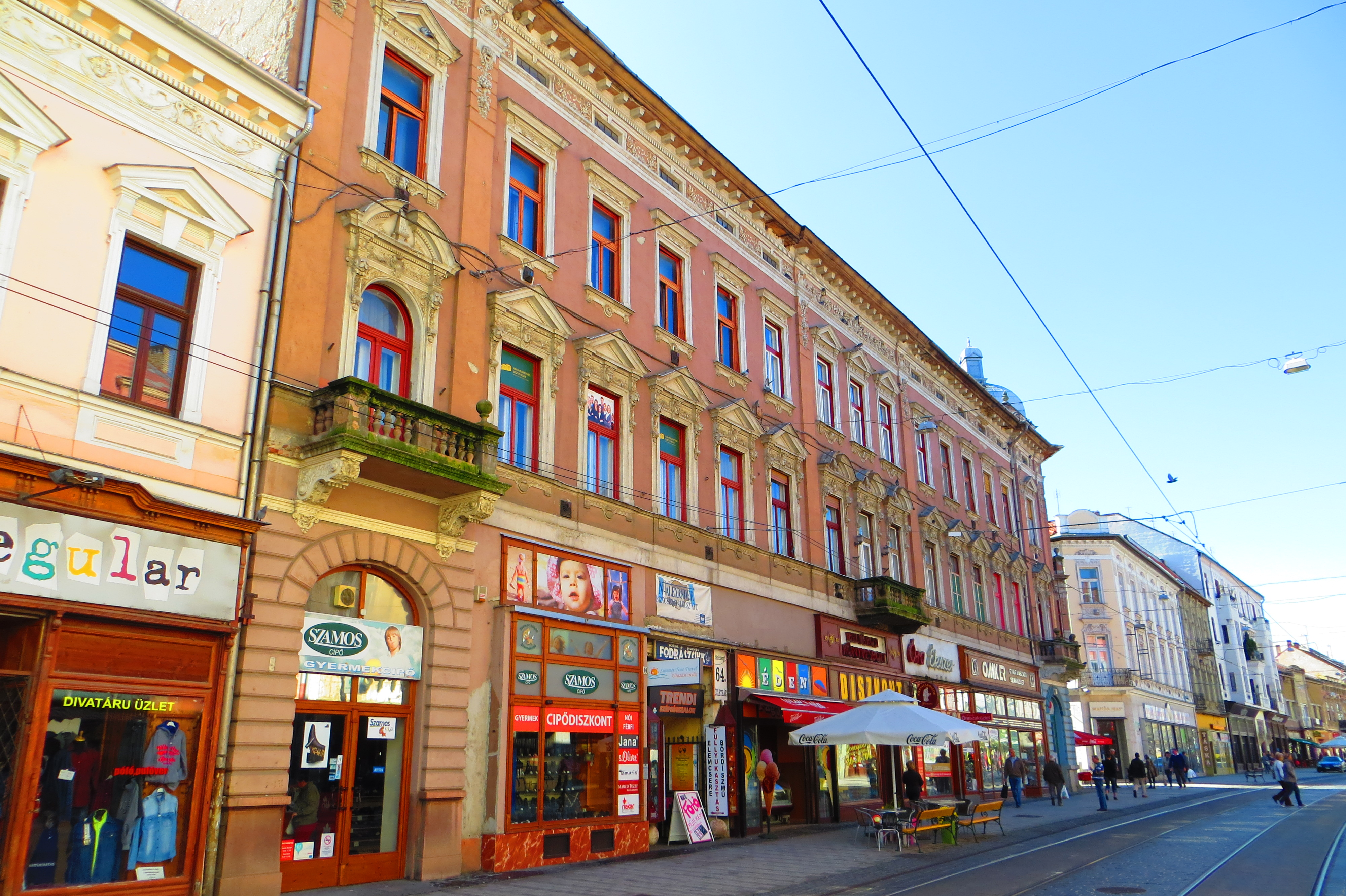
Északkelet felől
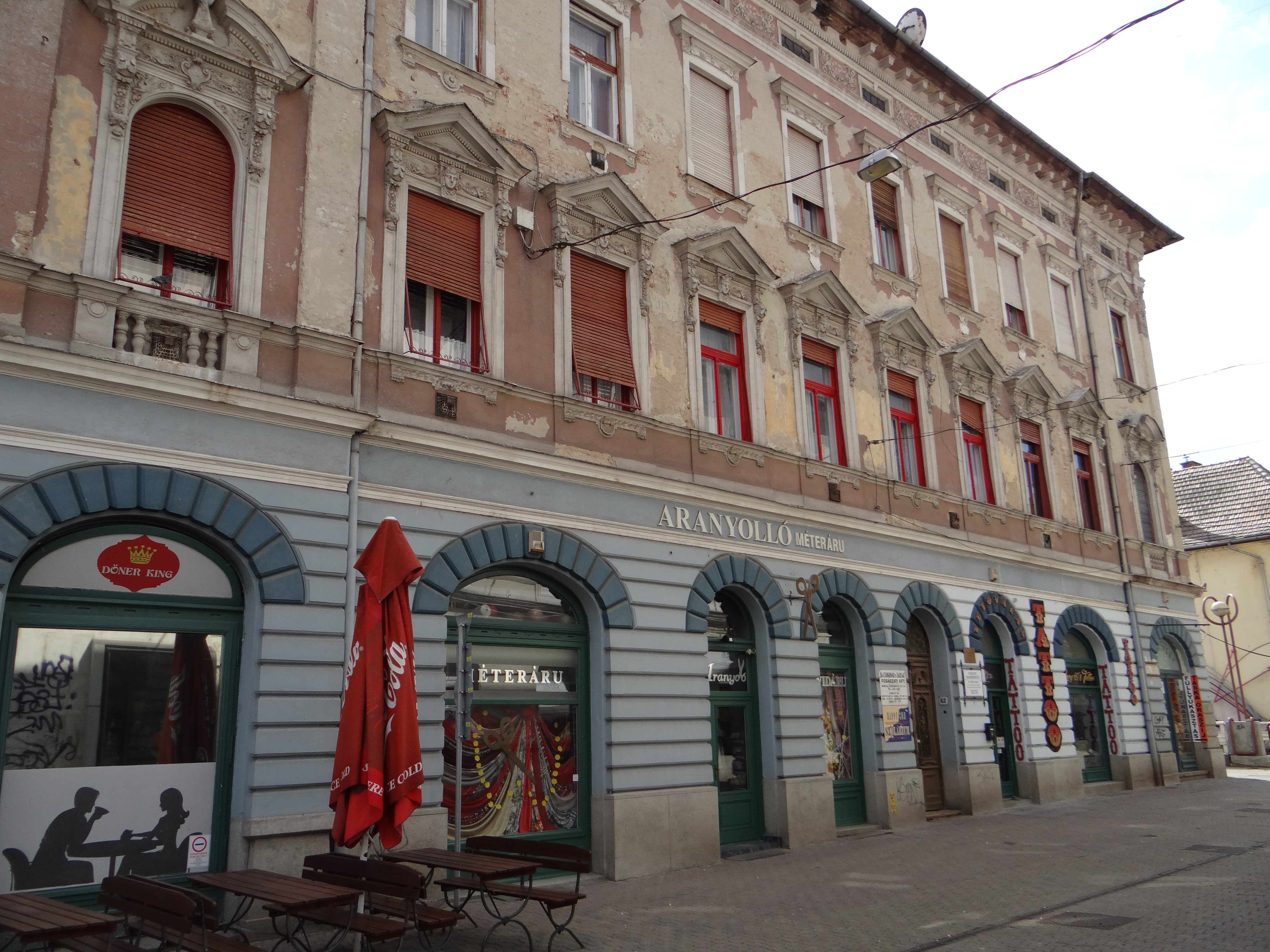
A Royal köz felőli, nyugati homlokzat
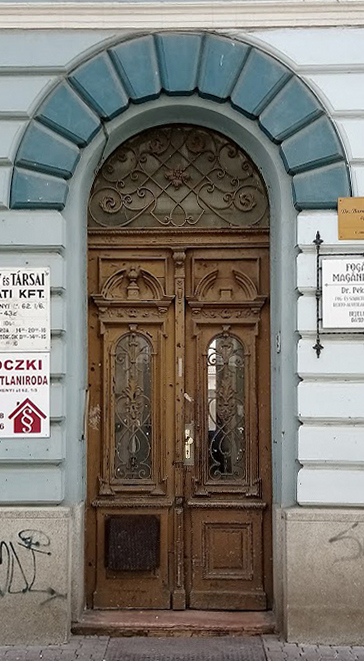
A 62. szám bejárata (nyugati oldal)
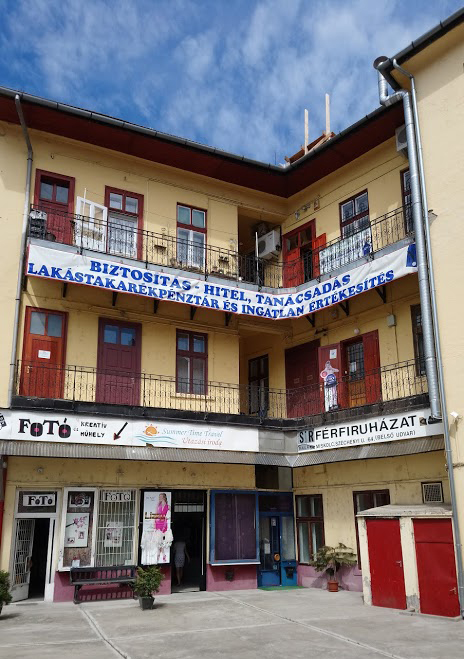
A 64. számú ház udvari része